# Silverhorn Mountain
Silverhorn Mountain är ett berg i Kanada.   Det ligger i provinsen Alberta, i den centrala delen av landet, 3 000 km väster om huvudstaden Ottawa. Toppen på Silverhorn Mountain är 2 737 meter över havet.
Terrängen runt Silverhorn Mountain är bergig åt nordväst, men åt sydost är den kuperad.Trakten runt Silverhorn Mountain är nära nog obefolkad, med mindre än två invånare per kvadratkilometer.. Det finns inga samhällen i närheten. 
Trakten runt Silverhorn Mountain består i huvudsak av gräsmarker.